# Tournoi Fosters de snooker
Le Tournoi Fosters de snooker est un ancien tournoi de snooker professionnel sur invitation disputé à Dublin dans les studios de la RTE entre 1984 et 1988 et ne comptant pas pour le classement mondial. 

## Historique
Les trois premières éditions ont lieu sous l'appellation Challenge Carlsberg. En 1987, le tournoi est renommé Challenge Carling, en référence au nouveau sponsor, avant de s'appeler Tournoi Fosters lors de la dernière édition en 1988 remporté par Mike Hallett aux dépens de Stephen Hendry. L'Anglais Jimmy White et le Nord-irlandais Dennis Taylor se sont imposés à deux reprises.

## Palmarès
| Année                            | Vainqueur                        | Finaliste                        | Score                            | Saison                           |                                  |
| Challenge Carlsberg (non classé) | Challenge Carlsberg (non classé) | Challenge Carlsberg (non classé) | Challenge Carlsberg (non classé) | Challenge Carlsberg (non classé) | Challenge Carlsberg (non classé) |
| -------------------------------- | -------------------------------- | -------------------------------- | -------------------------------- | -------------------------------- | -------------------------------- |
| 1984                             | Jimmy White                      | Tony Knowles                     | 9-7                              | 1984-1985                        |                                  |
| 1985                             | Jimmy White (2)                  | Alex Higgins                     | 8-3                              | 1985-1986                        |                                  |
| 1986                             | Dennis Taylor                    | Jimmy White                      | 8-3                              | 1986-1987                        |                                  |
| Challenge Carling (non classé)   |                                  |                                  |                                  |                                  |                                  |
| 1987                             | Dennis Taylor (2)                | Joe Johnson                      | 8-5                              | 1987-1988                        |                                  |
| Tournoi Fosters (non classé)     |                                  |                                  |                                  |                                  |                                  |
| 1988                             | Mike Hallett                     | Stephen Hendry                   | 8-5                              | 1988-1989                        |                                  |

## Bilan par pays
| Pays            | Joueurs | Total | Premier titre | Dernier titre |
| --------------- | ------- | ----- | ------------- | ------------- |
| Angleterre      | 2       | 3     | 1984          | 1988          |
| Irlande du Nord | 1       | 2     | 1986          | 1987          |